# Harry Fischbeck
Harry Fischbeck, auch Harry A. Fishbeck (* 3. Juni 1879 in Hannover, Deutschland; † 28. Mai 1968 in Palm Springs, Kalifornien, Vereinigte Staaten) war ein deutschstämmiger Fotograf und Kameramann beim amerikanischen Stumm- und frühen Tonfilm.

## Leben
Fischbeck wanderte wohl gegen Ende des 19. Jahrhunderts in die USA aus. Dort wurde er am 30. März 1900 oder 1906 vom Hudson County Court in Jersey City eingebürgert.
Als Pionier der amerikanischen Kinematografie hatte der ausgebildete Fotograf Fischbeck bereits vor dem Ersten Weltkrieg Kontakt zum Film geknüpft. In den 20er Jahren wuchs Fischbecks Bedeutung: er fotografierte ambitionierte Dramen, Kostümstoffe und Melodramen, in denen legendäre Stars mitwirkten, darunter Rudolph Valentino, Gloria Swanson, Emil Jannings und Pola Negri. 1925 stand er, zusammen mit dem britischen Kollegen Harold 'Hal' Sintzenich, bei zwei späten Inszenierungen des Starregisseurs D. W. Griffith hinter der Kamera, in denen der Komiker W. C. Fields die männliche Hauptrolle übernahm. Zahlreiche seiner späten Stummfilme liefen auch im deutschsprachigen Raum.
Fischbecks Karriere erfuhr einen massiven Einbruch mit Einführung des Tonfilms. Bald musste er sich mit zweit- und drittklassigen Billigfilmen zufriedengeben. 1940 zog sich der mit einer 25 Jahre jüngeren Texanerin verheiratete Harry Fischbeck ins Privatleben zurück.

## Filmografie (Auswahl)
- 1914: Life’s Shop Window
- 1916: The Ninety and Nine
- 1917: The Lincoln Cycle
- 1918: Wives of Men
- 1919: Her Code of Honor
- 1920: The Hidden Code
- 1920: Woman’s Man
- 1921: The Devil
- 1921: Disraeli
- 1921: Nobody
- 1921: Suspicious Wives
- 1922: The Curse of Drink
- 1922: Der Mann aus dem Jenseits (The Man from Beyond)
- 1922: The Ruling Passion
- 1922: The Man Who Played God
- 1923: Backbone
- 1923: The Green Goddess
- 1923: Mark of the Beast
- 1923: Lisette, die Apachin (The Humming Bird)
- 1924: Monsieur Beaucaire, der königliche Barbier (Monsieur Beaucaire)
- 1924: $ 20 a Week
- 1924: Die Bluthochzeit der Castros (A Sainted Devil)
- 1925: Cobra
- 1925: Sally vom Jahrmarkt (Sally of the Sawdust)
- 1925: Die Tat ohne Zeugen (That Royle Girl)
- 1926: Lord Satanas (The Sorrows of Satan)
- 1926: Aloma, die Blume der Südsee (Aloma of the South Seas)
- 1927: Cabaret
- 1927: Scheidung vor der Ehe (Honeymoon Hate)
- 1927: Das Wiener Lied (Serenade)
- 1928: Das Geheimnis einer Stunde (The Secret Hour)
- 1928: Das Mädel aus der Tanzbar (The Fleet's In)
- 1928: Wer ist der Mörder? (A Night of Mystery)
- 1928: Manhattan Cocktail
- 1928: Der Maharadscha von Domelanien (His Tiger Lady)
- 1928: Der König von Soho (The Street of Sin)
- 1929: Die Stimme aus dem Jenseits (The Canary Murder Case)
- 1929: Ein Marquis zu verkaufen (Marquis Preferred)
- 1929: Illusion
- 1929: Die Seiltänzerin (Dangerous Curves)
- 1929: Der mysteriöse Dr. Fu Man Chu (The Mysterious Dr. Fu Man Chu)
- 1930: The Devil’s Holiday
- 1930: Paramount-Parade (Paramount on Parade)
- 1930: Ladies Love Brutes
- 1930: Her Wedding Night
- 1930: The Spoilers
- 1931: Gang Buster
- 1931: Working Girls
- 1932: Wer hat hier recht? (Lady and Gent)
- 1932: Wenn ich eine Million hätte (If I Had a Million)
- 1932: Der Abend des 13. Juni (The Night of June 13)
- 1933: Terror Abroad
- 1933: The Eagle and the Hawk
- 1933: Her Bodyguard
- 1933: Das Taucherduell (No More Women)
- 1933: Search for Beauty
- 1934: Das Skelett im Hause (Double Door)
- 1934: Limehouse Blues
- 1934: Treffpunkt: Paris! (Now And Forever)
- 1934: Stolen Harmony
- 1935: Two-Fisted
- 1935: Millions in the Air
- 1935: Timothy’s Quest
- 1936: My American Wife
- 1936: Border Wife
- 1936: Die Dschungel-Prinzessin (The Jungle Princess)
- 1937: King of the Gamblers
- 1937: Der letzte Zug aus Madrid (The Last Train From Madrid)
- 1937: Scotland Yard greift ein (Bulldog Drummond’s Revenge)
- 1938: The Big Broadcast of 1938
- 1938: Prison Farm
- 1938: King of Alcatraz
- 1938: Disbarred
- 1939: Grand Jury Secrets
- 1939: Unmarried
- 1939: Television Spy
- 1939: Million Dollar Legs
- 1939: Parole Fixer
- 1940: Mystery Sea Raider